# Mahanarva aenea
Mahanarva aenea är en insektsart som beskrevs av Melichar 1915. Mahanarva aenea ingår i släktet Mahanarva och familjen spottstritar. Inga underarter finns listade i Catalogue of Life.